# 12197 Jan-Otto
12197 Jan-Otto è un asteroide della fascia principale. Scoperto nel 1980, presenta un'orbita caratterizzata da un semiasse maggiore pari a 2,5564809 au e da un'eccentricità di 0,1962817, inclinata di 5,33197° rispetto all'eclittica.
L'asteroide è dedicato al chimico svedese Jan-Otto Carlsson.